# 안소영 (1981년)
안소영(安紹榮, 1981년 1월 31일 ~ )은 대한민국의 현대홈쇼핑 쇼호스트이다.

## 생애
본관은 순흥(順興)이며 신장은 170cm이고 체중은 48kg이며 경기도 안성에서 출생하였고 충청남도 공주와 충청남도 대전과 충청북도 영동과 강원도 원주와 경상남도 의령과 경상북도 경주와 전라남도 영광과 전라북도 익산에서 잠시 유년기를 보낸 적이 있는 그녀는 이후 서울에서 성장하였으며 1999년 광고 모델 첫 데뷔하였고 이듬해 2000년 연극배우 데뷔하였으며 1년 후 2001년 iTV 경인방송 프로그램 《으랏차차 아줌마》에서 방송리포터 입문, 이듬해 2002년 SBS 서울방송 프로그램 《김승현 정은아의 좋은 아침》 주간 리포터, MBC 문화방송 프로그램 《생방송 화제집중》 주간 리포터, KBS 한국방송공사 프로그램 《행복채널》 주간 리포터 활동하며 이름을 알렸다.
현재는 주로 쇼호스트로 근무중이고 과거엔 KBS 한국방송공사 프로그램 《연예가중계》 주간 리포터 활동 중이며 때때로 지역 MBC 문화방송 주최 행사에도 MC로 활약하고 있다.

## 학력
- 수원여자대학 연기영상학과 전문학사 졸업
- 상명대학교 영화학과 학사 졸업

## 출연작

### 텔레비전 프로그램
- KBS 2TV - 연예가 중계
- SBS TV - 좋은 아침
- SBS Golf - 골프 아카데미